# 丁香假单胞菌
丁香假单胞菌（Pseudomonas syringae）是一种具有单极鞭毛的杆状革兰氏阴性细菌，属于假单胞菌属，依据16S rRNA测序结果归入丁香假单胞菌组， 因首次从欧丁香 (Syringa vulgaris ) 中分离出而得名。 作为一种植物病原体，它的感染范围广泛，有50多种不同的病株。
丁香假单胞菌的精氨酸二肽水解酶和氧化酶活性检测结果为阴性，在含蔗糖的琼脂培养基上形成果聚糖大分子。许多菌株可以分泌一种叫丁香霉素的植物毒素溶解细胞膜。 
丁香假单胞菌可以合成冰核活性（INA）蛋白，促使植物体内的水在高于正常值的温度（−3.8~−1.8℃）下结冰，造成组织损伤。  INA蛋白也常用于人造雪。 有人在冰雹凝结核中检测到大量丁香假单胞菌，表明其在地球水循环中发挥作用。
丁香假单胞菌通过 III 型分泌系统将效应蛋白跨膜注射到植物细胞内，由此致病。在丁香假单胞菌中已鉴定出近60种III型效应蛋白，它们由hop基因编码。 由于此物种的基因组序列破译较早，且所选菌株的宿主植物（包括拟南芥、本塞姆氏烟草和番茄）特征鲜明，丁香假单胞菌可以作为代表性物种用于研究植物-病原体相互作用。

## 基因型
通过对假单胞菌属的全部494个完整基因组进行系统基因组分析，人们发现丁香假单胞菌并不是严格意义上的单系物种，而是一个范围更广的进化群体，还包括了P. avellanae, P. savastanoi, P. amygdali, P. cerasi 等多个物种。 丁香假单胞菌的核心蛋白质组包括2944个蛋白。

## 致病性

### 周期活动
丁香假单胞菌附生于感染坏死的植物组织中过冬。到了春季，雨水将丁香假单胞菌冲刷到花、叶部位，它在新环境中生长繁殖，度过夏季。 它可以维持附生模式不断壮大种群、蔓延扩散，但并不致病，直到它通过叶片的气孔或者组织创口进入植物体内。 这时，它将榨取植物体内的营养物质，造成叶斑和叶溃疡。丁香假单胞菌能在略低于零度的环境下生存，而杏树、桃树一类的植物在这一温度下所受的感染更加严重。

### 传播
丁香假单胞菌倾向于在种子里生长，并通过雨水溅射在植物之间扩散。潮湿凉爽的环境更利于疾病的传播，以12~25℃最适宜，但也依具体病株而有所不同。 当环境不适于疾病传播时，它也可以在叶圈（phyllosphere）营腐生。 某些腐生菌株可用于抑制成熟农产品的腐烂。

### 致病机制

#### · 侵入植物体
浮游状态的丁香假单胞菌可以通过鞭毛和菌毛的运动游向目标宿主，从伤口或天然的开放组织进入植物体内，因为它无法破坏细胞壁。例如，它与一种在叶片上打洞产卵的苍蝇（Scaptomyza flava）是合作关系。

#### · 应对宿主的防御
丁香假单胞菌携带一系列 III 型分泌系统的效应蛋白，这些蛋白既能致病，又能抑制宿主的免疫反应。 例如 HopZ1b 可以分解大豆体内的免疫信号分子，大豆苷元。丁香假单胞菌还分泌多种植物毒素。例如在病株 Pto 和 Pgl 中发现的花冠毒素。

#### · 生物膜的形成
丁香假单胞菌使用特定的多糖粘附于植物细胞表面，并释放群体感应信息分子探测同类的密度。一旦密度超过阈值，细菌就会改变行为模式，聚集形成生物薄膜，随即开始表达与毒素相关的基因。它们分泌高度粘稠的化合物（如多糖和DNA）来保护自身生长。

#### · 冰核
丁香假单胞菌促使植物冻伤的能力超过地球上任何物质及生命体。对于没有抗冻蛋白的一般植物，冻伤发生在 −12 ~ −4 ℃，因为水在零度以下依然可以保持液态（过冷现象）。而丁香假单胞菌将冻伤温度提高到最高−1.8℃。在更低的温度（−8℃）下，丁香假单胞菌以位于细胞膜外侧的冰核活性（INA）蛋白为凝结核，通过成核现象结成大量的冰。冰冻可以破坏表皮细胞，将其保护的营养物质暴露给细菌取用。[来源请求]